# Cal Bisbe (Montmajor)
Cal Bisbe o l'Hospital del Bisbe és una masia que forma part de l'Inventari del Patrimoni Arquitectònic Català del municipi de Montmajor (Berguedà), al nucli de Correà. Es troba emplaçat al peu de la carretera de Montmajor a Cardona, a 1 km de Montmajor. Davant de Cal Bisbe hi ha l'església de Sant Salvador de Montmajor

## Descripció
El mas de cal Bisbe és una masia de planta basilical amb el carener perpendicular a la façana, orientada a ponent i amb un cos a tramuntana afegit al cos originari. La masia conserva a les parts baixes de la construcció els carreus ben treballats, testimoni d'una base medieval. Als anys vuitanta ja estava totalment desfigurada. L'eixida d'arcs de mig punt obert al segle xviii està tapada i un seguit de finestres més modernes envolten la casa alternant amb les finestres amb llindes de pedra.

## Notícies històriques
L'antiga quadra de l'Hospital formava al segle xix un municipi amb el nom d'Aguilar, l'Hospital i Catllarí. Les cases de l'Hospital es troben properes a la riera d'aquest nom i estan centrades per l'Hospital del Bisbe. L'antic Hospital del Bisbe fou un allotjament de vianants molt concorregut pels traginers i viatgers que anaven de Cardona i Solsona a Berga. La jurisdicció de l'Hospital pertanyia a la Batllia de Cardona.